# Loránd Benkő
Loránd Benkő (ur. 19 grudnia 1921 w Nagyvárad, zm. 17 stycznia 2011 w Budapeszcie) – węgierski językoznawca. Zajmował się dziejami języka węgierskiego, onomastyką, dialektologią i historią nauki. Przyczynił się do opracowania fundamentalnych prac hungarystycznych, m.in. słowników etymologicznych i gramatyki historycznej.
Stopień doktora filozofii (PhD) z zakresu językoznawstwa uzyskał w 1946 r. na Uniwersytecie Pétera Pázmánya. W 1965 r. został mianowany członkiem korespondentem Węgierskiej Akademii Nauk. Od 1976 r. był jej pełnym członkiem.

## Wybrana twórczość
- A Nyárádmente földrajzi nevei (1947)
- Magyar nyelvjárástörténet (1957)
- A magyar irodalmi írásbeliség a felvilágosodás korának első szakaszában (1960)
- A magyar fiktív (passzív) tövű igék (1984)
- A történeti nyelvtudomány alapjai (1988)
- A magyar nyelv történeti nyelvtana I–II. (red., 1991–1994)
- Etymologisches Wörterbuch des Ungarischen I–II. (red., 1991–1997)
- Pais Dezső (1993)
- Név és történelem (1998)
- A Szovárd-kérdés (2009)